# 헬름홀츠 코일

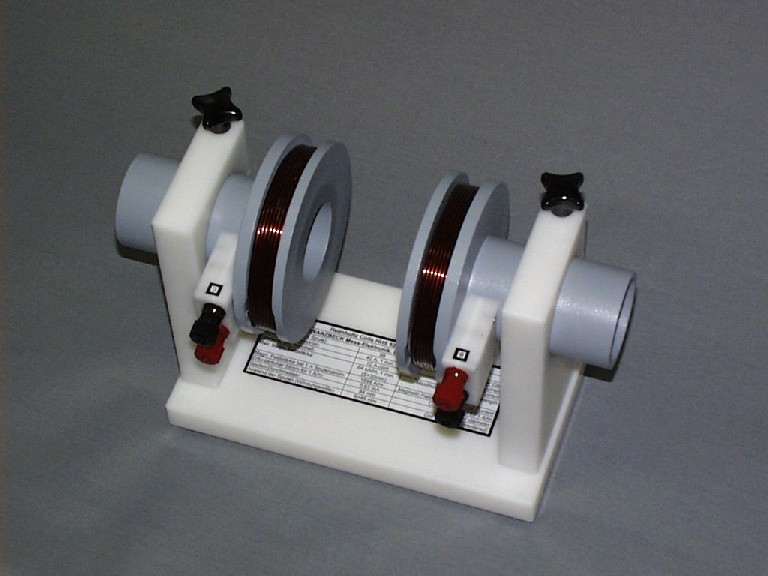

헬름홀츠 코일(독일어: Helmholtz-Spule)은 거의 균일한 자기장을 발생시키기 위한 장치이다. 독일 물리학자 헤르만 폰 헬름홀츠의 이름을 따서 명명되었다.
헬름홀츠 코일은 두 개의 동일한 원형 코일로 이루어져 있다. 두 코일은 실험 영역을 사이에 두고 중심축을 공유하며 서로 나란하게 위치해 있다. 이때 두 코일 사이의 거리 {\displaystyle h}는 코일의 반경 {\displaystyle R}과 같으며 각각의 코일에는 동일한 세기의 전류가 동일한 방향으로 흐른다.
헬름홀츠 코일의 전제조건인 {\displaystyle h=R}은 코일의 중심에서 {\displaystyle {\partial ^{2}B \over \partial x^{2}}=0}로 만든다. 즉 자기장의 불균일성을 최소화한다. (이것은 처음의 제로가 아닌 도함수가 {\displaystyle \partial ^{4}B \over \partial x^{4}}임을 의미한다. 자세한 것은 후술), 다만 중심과 코일평면 사이의 자기장 세기에 약 7%의 차이가 남는다.
{\displaystyle h} 값이 조금씩 늘어나면 중심에서와 코일평면에서의 자기장 차이가 감소되나, 그 대신 중심 근처에서의 자기장 균일성이 약화된다. 약화된 정도는 {\displaystyle \partial ^{2}B \over \partial x^{2}}로 계산된다.
일부 기기에서, 지구 자기장을 상쇄시켜 자기장 세기를 0에 근사시키기 위해 헬름홀츠 코일을 사용하기도 한다.

## 수학적 원리

전류 고리를 이분하는 평면상에 나타낸 자기력선 그림. 코일의 사이에서 자기력선 간격이 거의 일정하다는 것에 주목하라(이 그림에서 코일은 하나의 옆에 다른 하나가 위치해 있으며, 중심축은 가로로 놓여 있다).

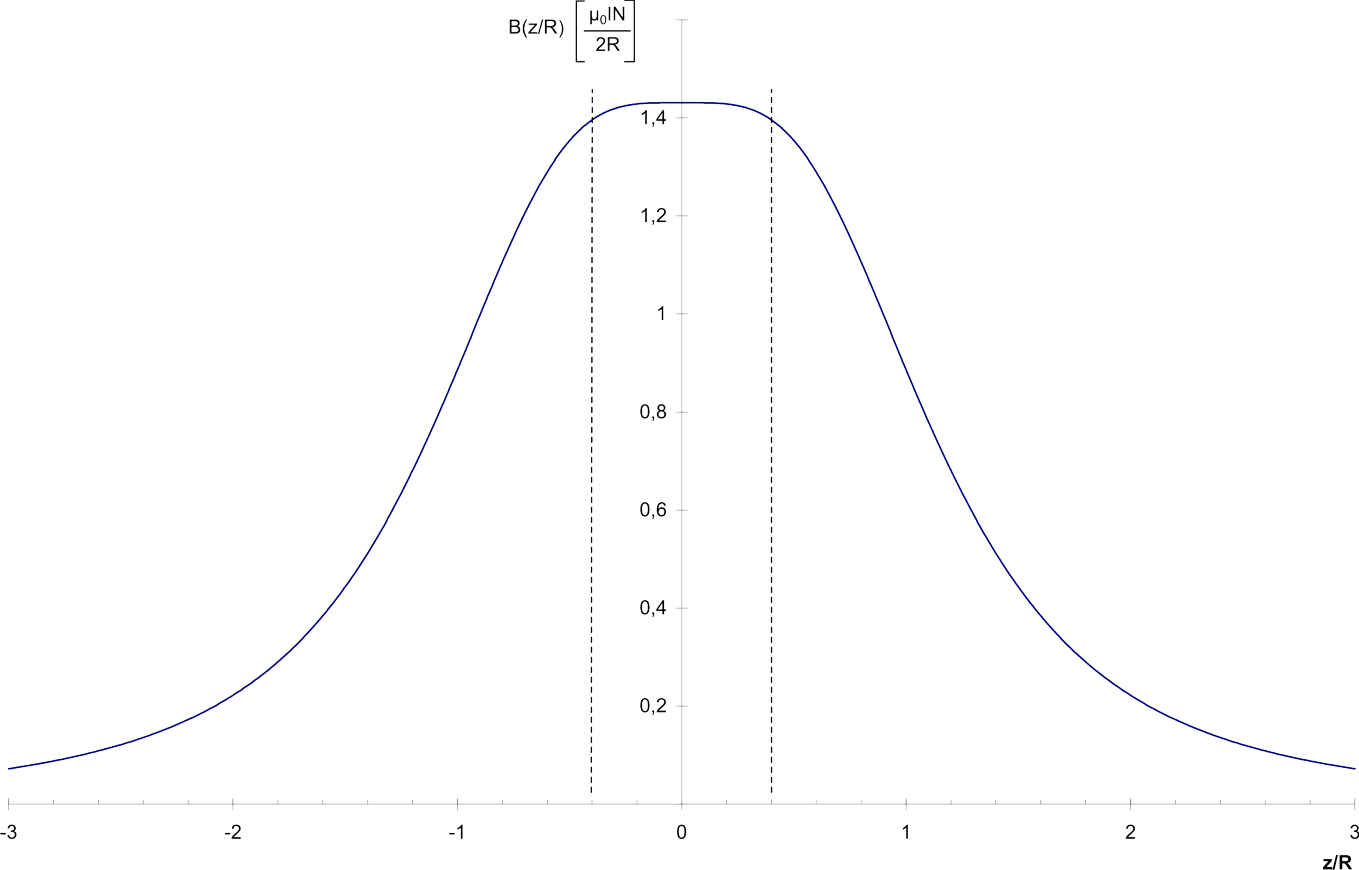
코일 중심을 가로지르는 축 상에서의 자기장 유도. 은 두 코일 사이의 거리의 가운데 지점이다.

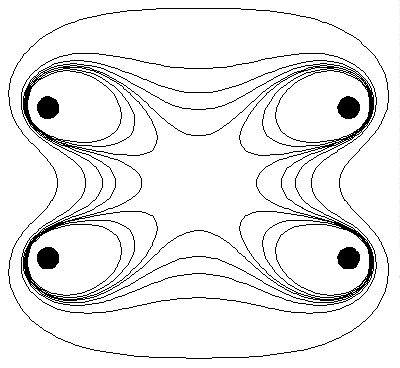
코일 쌍 근처의 자기장 규모를 보여주는 개략도. 가운데의 "문어" 모양 팔각별 속에서의 자기장은 중앙값 의 1% 이내이다. 8개의 등위선은,,,,,,, 이다.

공간에서 어떤 지점의 정확한 자기장의 계산은 베셀 함수의 연구와 관계가 있으며, 수학적으로 매우 복잡하다. 하지만 코일 한 쌍의 중심축을 따라가는 공간에서는 문제가 훨씬 간단해진다. 자기장 세기를 중앙으로부터 코일 축 상의 한 지점이 떨어진 거리 {\displaystyle x}에 대한 함수로 서술하고, 그 테일러 급수 전개를 생각하면 편리하다.
계산 결과 중앙점에서의 자기장의 값을 얻을 수 있다. 반경이 {\displaystyle R}이고, 각 코일의 감은 수가 {\displaystyle n}, 코일을 통해 흐르는 전류의 세기가 {\displaystyle I}이면, 코일 사이의 중앙점에서의 자기력선속밀도 {\displaystyle B}는 다음과 같이 주어진다.
{\displaystyle B={\left({\frac {4}{5}}\right)}^{3/2}{\frac {\mu _{0}nI}{R}}}
{\displaystyle \mu _{0}}는 진공투자율 {\displaystyle 4\pi \times 10^{-7}} T·m/A이다.

### 자기장 공식 유도
단일 고리 전선으로 인한, 축을 중심으로 한 자기장에 대한 공식(비오-사바르 법칙에서 유도된다)에서부터 시작하자.
이때
{\displaystyle \mu _{0}\;} = 진공투자율 = {\displaystyle 4\pi \times 10^{-7}} T·m/A {\displaystyle =1.257\times 10^{-6}} T·m/A
{\displaystyle I\;} = 코일 전류, 단위 암페어
{\displaystyle R\;} = 코일 반경, 단위 미터
{\displaystyle x\;} = 코일 거리, 축을 중심으로 지점까지. 단위 미터
그런데 코일은 이러한 단일 고리가 여러 개 모여서 만들어진 것인고로, 코일 전체의 전류는 다음과 같이 주어지고
{\displaystyle nI\;} = 전체 전류
이때
{\displaystyle n\;} = 코일에 감긴 고리 개수
이것을 공식에 대입하면
{\displaystyle B={\frac {\mu _{0}nIR^{2}}{2(R^{2}+x^{2})^{3 \over 2}}}}
헬름홀츠 코일에서 두 코일의 사이 중간 지점의 {\displaystyle x} 값은 {\displaystyle R \over 2}과 같다. 고로 그 값을 대입하면
{\displaystyle B={\frac {\mu _{0}nIR^{2}}{2(R^{2}+({R \over 2})^{2})^{3 \over 2}}}}
그리고 코일이 두 개 있으므로 공식에 2를 곱하자.
{\displaystyle B={\frac {2\mu _{0}nIR^{2}}{2(R^{2}+({R \over 2})^{2})^{3 \over 2}}}}
마지막으로 식을 간단히 정리하면 다음과 같다.
{\displaystyle B={\left({\frac {4}{5}}\right)}^{3 \over 2}{\frac {\mu _{0}nI}{R}}}

## 같이 보기
- 솔레노이드
- 할바흐 배열